# Una manciata di polvere
Una manciata di polvere è un romanzo di Evelyn Waugh del 1934. Nel 2005, la rivista TIME incluse il romanzo nella lista dei 100 migliori romanzi scritti dal 1923 in poi.
Il titolo è ispirato ai seguenti versi tratti da La terra desolata di T. S. Eliot:
Your shadow at morning striding behind you

Or your shadow at evening rising to meet you;

I will show you fear in a handful of dust.»
Dall'ombra vostra che al mattino vi segue a lunghi passi, o dall'ombra

Vostra che a sera incontro a voi si leva;

In una manciata di polvere vi mostrerò la paura.»
(T. S. Eliot, La terra desolata)

## Trama
Il romanzo, ambientato agli inizi degli anni Trenta, narra della rottura del matrimonio di Tony e Brenda Last. L'aristocratico Tony vive nel palazzo di famiglia, Hetton Abbey, un esempio di architettura gotico-vittoriano in campagna, ormai fuori moda. John Beaver, un impoverito scalatore sociale, dopo aver visitato la coppia a Hetton per il fine settimana, inizia una relazione con Brenda, che a Hetton si sente troppo lontana dalla vita di città. Per facilitare le cose, Brenda prende in affitto un piccolo appartamento a Londra, dove comincia a trascorrervi sempre più tempo.
Dopo che il giovane figlio muore in un incidente a cavallo, Brenda confessa al marito la propria relazione con Beaver e decide che vuole il divorzio. Al fine di creare delle giustificazioni valide per il divorzio e al contempo evitare di macchiare il nome della moglie, Tony accetta di fingere di avere un'amante lui stesso e di farsi scoprire da investigatori privati pagati dalla moglie. Il loro accordo sul divorzio però va in pezzi quando il fratello di Brenda gli rivela che essi insisteranno per ottenere un assegno di mantenimento più grande di quanto stabilito in precedenza, e tale che, se accordato, costringerebbe Tony a vendere Hetton.
Tony, incapace di accettare la situazione, decide di mettersi a viaggiare, e si unisce a una spedizione in Brasile. Nella giungla, Tony si ammala e il suo compagno di spedizione, il dottor Messinger, muore durante il tentativo di trovare aiuto. Tony, febbricitante e delirante, vaga fino a quando non si imbatte in un isolato villaggio tribale, dove viene curato da un uomo bianco, il signor Todd, che è nato e cresciuto lì. Questi, contento di aver trovato qualcuno che gli potesse leggere i romanzi di Charles Dickens, si rifiuta di aiutarlo a tornare in Europa.
Quando degli altri esploratori arrivano al villaggio, Todd, dopo aver fatto ubriacare Tony in un villaggio indigeno vicino, fa loro credere che Tony è morto, dandogli loro come prova l'orologio che nel frattempo gli aveva sottratto. Nel frattempo, il rapporto di Brenda con John Beaver è andato in pezzi. Tony viene dichiarato morto e la proprietà di Hetton è passata ai cugini di Tony, mentre Brenda si è sposata con un altro uomo.

## Finale alternativo
L'ultimo capitolo del romanzo, la narrazione del periodo passato da Tony presso il signor Todd, era già stata pubblicata da Waugh come racconto dal titolo "The Man Who Liked Dickens" ("L'uomo che amava Dickens"). Quando il romanzo venne serializzato nell'Harper's Bazaar, Waugh dovette fornire un nuovo finale. Nel finale alternativo, inclusi come allegato in alcune edizioni del libro, Tony torna dal Brasile e al rientro trova Brenda ad aspettarlo: avendo concluso la sua relazione con Beaver, si è decisa a tornare a vivere con Tony a Hetton.

## Adattamenti
Nel 1988 il romanzo è stato trasposto sul grande schermo nel film Il matrimonio di Lady Brenda diretto da Charles Sturridge.

## Edizioni italiane
- Una manciata di polvere, traduzione di Maria Stella Ferrari, Milano, Bompiani, 1949. - Introduzione di Domenico Porzio, Collana Oscar n.634, Milano, Mondadori, ottobre 1975.
- Una manciata di polvere, trad. di M.S. Ferrari riveduta da Guido Almansi, Introduzione e cura di G. Almansi, Collana I Grandi Tascabili n.270, Bompiani, 1993, 2003, 2010, ISBN 978-88-452-6638-6.